# Râul Brădățel
Râul Brădățel sau Râul Brădețel  este un afluent al râului Șomuzul Mare. 

## Hărți
- Harta județului Suceava
- Ovidiu Gabor - Economic Mechanism in Water Management ][nefuncțională]